# John Chilton
John James Chilton (* 16. Juli 1932 in London; † 25. Februar 2016) war ein englischer Jazz-Autor und Jazz-Trompeter.

## Leben und Wirken
Chilton stammte aus der Arbeiterklasse. Sein Vater war Komiker in einer Music-Hall. Mit 12 Jahren begann er Kornett zu spielen und mit 17 Trompete. Nach zwei Jahren bei der RAF gründete er Anfang der 1950er Jahre eine eigene Band, mit der er in einem der „Butlin’s“-Freizeitparks in Skegness spielte, u. a. mit dem Komödianten Dave Allen. Von 1958 bis 1963 spielte er in Bruce Turner’s Jump Band, über die Jack Gold 1961 den Film „Living Jazz“ drehte. In den 1960er Jahren spielte er in den Big Bands von Mike Daniels und Alex Welsh, spielte mit Pop-Bands wie den „Swinging Blue Jeans“ und gründete gegen Ende des Jahrzehnts seine eigene Band „Swing Kings“, mit der er u. a. durchreisende amerikanische Jazzmusiker wie Buck Clayton, Ben Webster, Bill Coleman und Charlie Shavers begleitete.
Anfang 1974 gründete er die „Feetwarmers“, in der auch der Jazz-Sänger (und Satiriker) George Melly sowie der Klarinettist (und Cartoonist) Wally Fawkes spielten. Mit den Feetwarmers, die bis 2003 bestanden, unternahm Chilton weltweite Tourneen, trat häufig im Fernsehen auf und hatte sogar 1983/84 eine eigene BBC-Serie („Good Time George“). Daneben schrieb er eine Reihe von gut recherchierten Jazz-Biographien und zwei „Who’s who of Jazz“ (einmal für traditionellen US-amerikanischen Jazz und einmal für britischen Jazz) sowie 2007 eine Autobiographie. Für seine Biographien von Louis Jordan und Coleman Hawkins erhielt er Preise der „American Association of Recorded Sound Collections“. Für seine Biographien von Sidney Bechet und Louis Armstrong erhielt er die Ehrenbürgerschaft von New Orleans. Für „Liner Notes“ zum Album „Bunny Berigan“ (Time Life Records 1982, in der Reihe „Jazz Giants“) erhielt er 1983 einen Grammy. Chilton war auch Komponist und Songwriter.

## Werke

### Bücher
- mit Max Jones: „Louis: The Louis Armstrong Story“, da Capo Paperback 1988 (zuerst London 1971), ISBN 0-306-80324-0, deutsch „Die Louis Armstrong Story“, Herder 1972
- „Ride Red Ride – the Life of Henry Red Allen“, Continuum International Publishing Group 2000, ISBN 0-8264-4744-9
- „Roy Eldridge, Little Jazz Giant“, Continuum International Publishing Group 2003, ISBN 0-8264-6535-8
- „McKinney’s Music – A bio-discography of McKinney’s Cotton Pickers“, Bloomsbury Bookshop 1978
- „A Jazz Nursery – The Story of the Jenkins' Orphanage Bands in Charleston, South Carolina“, Bloomsbury Bookshop 1980
- „Teach Yourself Jazz“, Hodder and Stoughton 1979, ISBN 0-340-23847-X (sowie Random House)
- „Stomp Off, Let’s Go: The Story of Bob Crosby’s Bob Cats“, Jazz Book Service 1983, ISBN 0-9501290-3-8
- „Let the Good Times Roll: The Story of Louis Jordan“, University of Michigan Press 1997, ISBN 0-472-08478-X
- „Billie’s Blues – A survey of Billie Holiday’s Career“, Stein and Day Publishing 1975, da Capo 1989 ISBN 0-306-80363-1
- „The Song of the Hawk – The Life and Recordings of Coleman Hawkins“, University of Michigan Press 1990, ISBN 0-472-08201-9
- „Sidney Bechet – the Wizard of Jazz“, da Capo 1996, ISBN 0-306-80678-9 (zuerst MacMillan 1987)
- „Who’s Who of Jazz – Storyville to Swing Street“, da Capo, 4. Auflage 1985, ISBN 0-306-80243-0 (zuerst Bloomsbury Bookshop 1970)
- „Who’s Who of British Jazz“, Continuum International Publishing Group 2004, ISBN 0-8264-7234-6
- „Hot Jazz, Warm Feet“ (Autobiografie), London, Northway Books, 2007, ISBN 978-0-9550908-3-7.

### Tonträger
- Nuts (1972)
- Son of Nuts (1973)
- It’s George (1974)
- Making Whoopee (1982)
- Best of Live (1995)
- Anything Goes (1996)
- Goodtime George
- The Ultimate Melly (2006, mit Van Morrison)